# وادي تساوت
تساوت بالامازيغية ⵜⴰⵙⴰⵡⵜ : من أحد أكبر الأنهار في المغرب نابع من أعالي جبال الأطلس الكبير وبني عليه سد مولاي يوسف وسد تيمنوتين وفي سهل نهر تساوت توجد جماعة أنزو ومدينة قلعة السراغنة، ويصب في نهر أم الربيع .

## التسمية
```
لها أصل أمازيغي تكتب بالأمازيغية 
ⵜⴰⵙⴰⵡⵜ
 والتي اشتقت من اسم 
تساونت ⵜⴰⵙⴰⵡⵏⵜ
 التي تعني بالأمازيغية 
المنحدر
 أو قد تكون مشتقة من كلمة 
تسا ⵜⴰⵙⴰ
 ومعناها الرئة أو قد تكون تسمية مستقلة بذاتها نظرا لقدم النهر قدم الجبال والإنسان بالمنطقة.
```

## المنبع
```
ينبع النهر من مجموعة من العيون في قلب الأطلس الكبير تحديدا منطقة آيت عفان .
```